# Demonax gregalis
Demonax gregalis là một loài bọ cánh cứng trong họ Cerambycidae.